# Führerbau (Mnichov)
Führerbau (česky Vůdcova budova) je objekt zbudovaný dle plánů německého architekta Paula Ludwiga Troosta mezi léty 1933 a 1937 v Arcisstraße 12 v Mnichově pro potřeby vůdce a říšského kancléře Adolfa Hitlera. Ke stavbě došlo bez platného stavebního povolení. První plány na stavbu pochází z roku 1931. Dokončení stavby se po Troostově smrti ujal Leonhard Gall.

## Historie
V dobách nacismu sloužil tento objekt k reprezentačním účelům. Budova uzavírá společně s bývalým správním objektem NSDAP (dnes Mnichovský dům kulturních institutů) náměstí Königsplatz. V roce 1938 zde byla podepsána Mnichovská dohoda.
V protileteckém krytu bylo od roku 1943 deponováno na 650 obrazů. Převážně se jednalo o uloupená umělecká díla, která byla určena pro tzv. Führermuseum v Linci. Krátce před osvobozením Mnichova americkou armádou v noci z 29. na 30. dubna byly sklepní prostory vyrabovány občany Mnichova a přibližně 600 obrazů se ztratilo. Odborníci Centrálního institutu pro dějiny umění se stále zabývají pátráním po ztracených dílech a také právnickými úkony při od nalezení díla po předání právoplatnému dědici. Mezi ztracená umělecká díla patřily i obrazy tzv. zlatého věku Nizozemska.
Od roku 1945 mělo budovu ve správě americké vojenské velitelství (Office of Military Government for Germany) a společně s přilehlým bývalým správním objektem sloužil Führerbau jako centrální přerozdělovací místo pro během druhé světové války nacisty uloupené umělecké předměty. Identifikovaná díla byla odtamtud restituována zpět svým pravým majitelům.
Dnes budovu využívá Vysoká škola hudební a divadelní v Mnichově. Roku 1954 byl přebudován někdejší konferenční sál na koncertní. V roce 2015 byl objekt v neutěšeném stavu a byla potřeba jeho generální oprava.

## Galerie

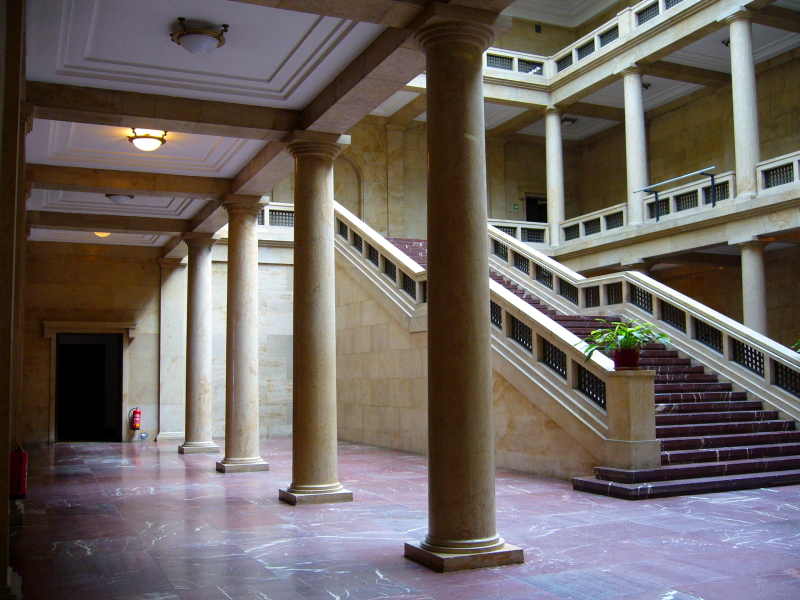
Prosklené átrium
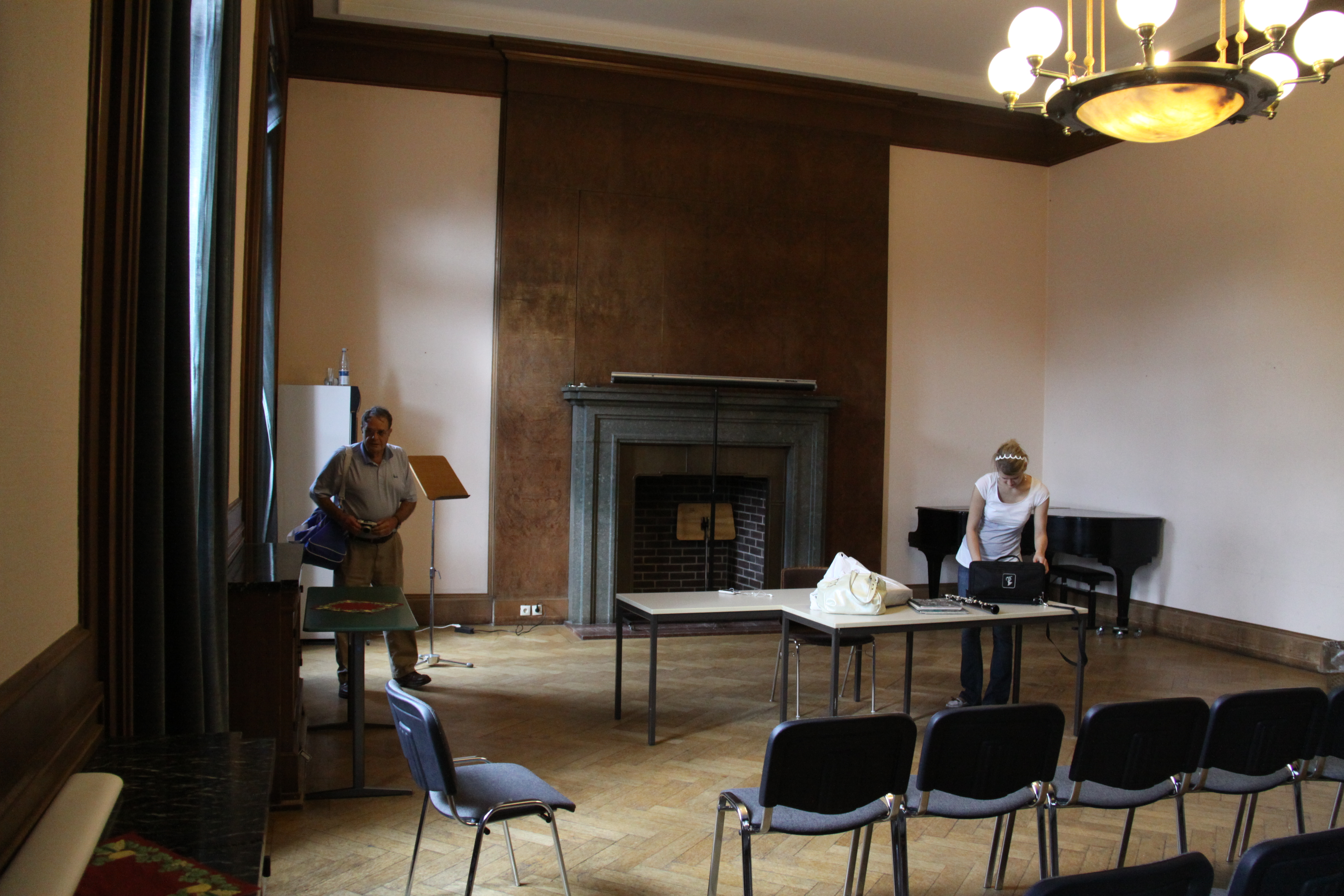
Bývalá kancelář Adolfa Hitlera